# Angelika Steger
Pour les articles homonymes, voir Steger.
Angelika Steger (née en 1962) est une mathématicienne et informaticienne allemande dont les intérêts de recherche incluent la théorie des graphes, les algorithmes probabilistes et les algorithmes d'approximation. Elle est professeure à l'ETH Zurich .

## Formation et carrière

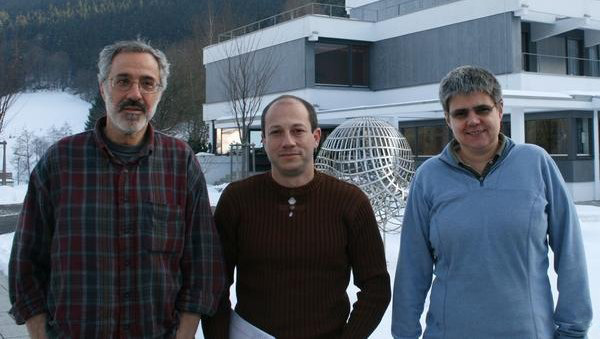
Organisateurs d'un atelier à l'Institut de recherches mathématiques d'Oberwolfach en 2011 sur la combinatoire, de gauche à droite : Jeff Kahn, Benjamin Sudakov, Angelika Steger.

Après des études antérieures à l'université de Fribourg-en-Brisgau et à l'université de Heidelberg, Steger a obtenu une maîtrise à l'université d'État de New York à Stony Brook en 1985. Elle a obtenu un doctorat de l'université de Bonn en 1990, sous la direction de Hans Jürgen Prömel, avec une thèse sur les structures combinatoires aléatoires (Die Kleitman-Rothschild Methode), et a obtenu son habilitation à Bonn en 1994 (Asymptotic properties of H-free graphs). Après un poste de visiteur à l'université de Kiel, elle est devenue professeure à l'université de Duisburg en 1995, a déménagé à l'université technique de Munich en 1996, et a de nouveau déménagé à l'ETH Zurich en 2003.
En 2005 elle est membre du Conseil national de la recherche du Fonds national suisse de la recherche scientifique.

## Travaux
Les travaux d'Angelika Steger se concentrent sur les mathématiques discrètes et sur les bases de l'informatique. Les questions probabilistes y occupent une place centrale.
Ses contributions essentielles sont le développement de méthodes pour l'analyse d'éléments typiques de classes combinatoires avec des contraintes structurelles. Des applications dans le domaine de l'informatique se trouvent dans ses travaux sur l'équilibrage de charge et l'analyse de cas moyens d'algorithmes.
Outre les questions théoriques, Angelika Steger s'occupe du développement d'algorithmes efficaces pour résoudre des problèmes pratiques particulièrement difficiles. Elle a ainsi développé à l'université technique de Munich un prototype pour la reconstruction de documents déchirés de la Staatssicherheit de la RDA.

## Reconnaissance
En 1984-85, elle bénéficie d'une bourse Fulbright.
Steger a été élue à l'Académie des Sciences Leopoldina en 2007. Elle a été conférencière invitée au Congrès international des mathématiciens en 2014, avec une conférence intitulée « The determinism of randomness and its use in combinatorics ». De 2009 à 2016 elle est membre du Collegium Helveticum (de).

## Publications
Steger est l'auteure d'un manuel de langue allemande sur la combinatoire, Diskrete Strukturen 1: Kombinatorik, Graphentheorie, Algebra (Springer, 2007)  et, avec Prömel, d'une monographie sur le problème de l'arbre de Steiner, The Steiner tree problem: a tour à travers les graphes, les algorithmes et la complexité (Vieweg, 2002).
- « Diskrete Strukturen 1: Kombinatorik, Graphentheorie, Algebra », Springer, 2001, 2. éd 2007
- avec T. Schickinger: « Diskrete Strukturen 2. Wahrscheinlichkeitstheorie und Statistik », Springer 2001
- avec Hans Jürgen Prömel: « The Steiner tree problem: a tour through graphs, algorithms, and complexity », Vieweg, 2002
- avec E.W. Mayr, H.J. Prömel (éd.), « Lectures on Proof Verification and Approximation Algorithms », Lecture Notes in Computer Science Vol. 1367, Springer Verlag, 1998.